# FAIRE-Seq
Le FAIRE-Seq (Formaldehyde-Assisted Isolation of Regulatory Elements) est une méthode utilisée en biologie moléculaire pour identifier les régions ADN du génome associées à une activité régulatrice. Cette technique fut développée dans le laboratoire de Jason D. Lieb à l'Université de Caroline du Nord, Chapel Hill. Contrairement au DNase-Seq, le protocole du FAIRE-Seq ne requiert pas la perméabilisation des cellules ou l'isolation des noyaux, et peut être utilisé pour étudier tout type cellulaire. Dans une étude de sept types cellulaires humains divers, le DNase-seq et FAIRE-seq ont produit un fort recoupement, avec chaque type cellulaire ayant 1-2 % du génome humain de chromatine ouverte. 
Ce protocole est basé sur le fait que la formation de liens covalents entre l'ADN et les protéines (cross-linking) par formaldehyde est plus efficace sur l'ADN nucléosomal que sur les régions nucléosome-déplétées du génome. Cette méthode sépare ensuite l'ADN non cross-linké qui se trouve souvent dans les régions de chromatine accessible qui est ensuite séquencé. Le protocole consiste en un cross-linking, extraction au phénol et séquençage de l'ADN en phase aqueuse.
Les données FAIRE-seq sont alignées au génome humain et affichées dans le cadre du projet ENCODE au UCSC Genome Browser. Le traitement des données FAIRE-Seq est identique en tout point à celui du Chip-Seq